# 愛知県道484号牛地大多賀線
愛知県道484号牛地大多賀線（あいちけんどう484ごう うしじおおたがせん）は、愛知県豊田市を通る一般県道である。
旧旭町と旧足助町を結ぶ山道であるが、途中の旧町境に当たる区間が未開通のため、起点から終点までこの道だけを使って行くことはできない。

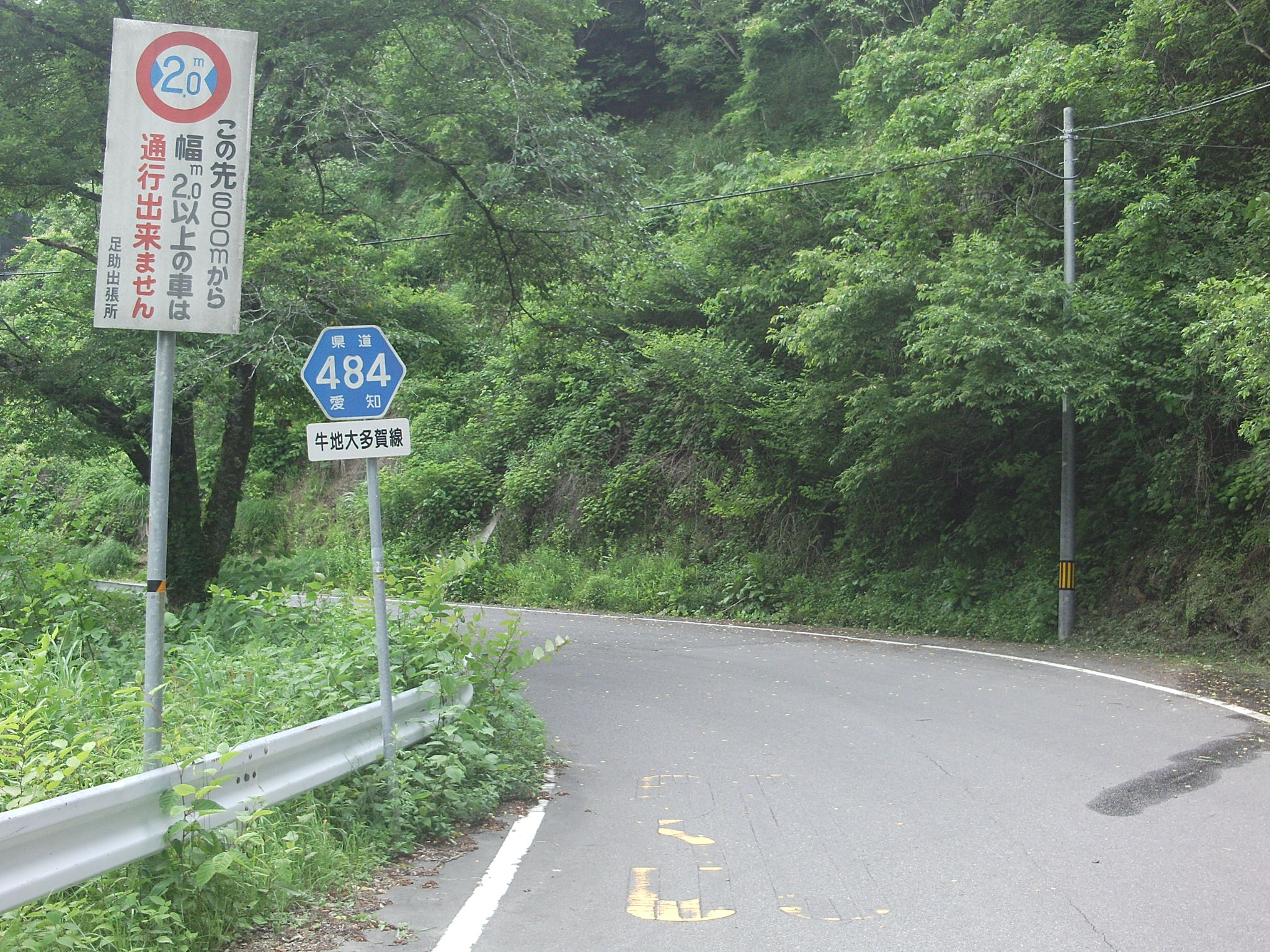
牛地町（起点）。この先、四輪車の通行困難な隘路となる。

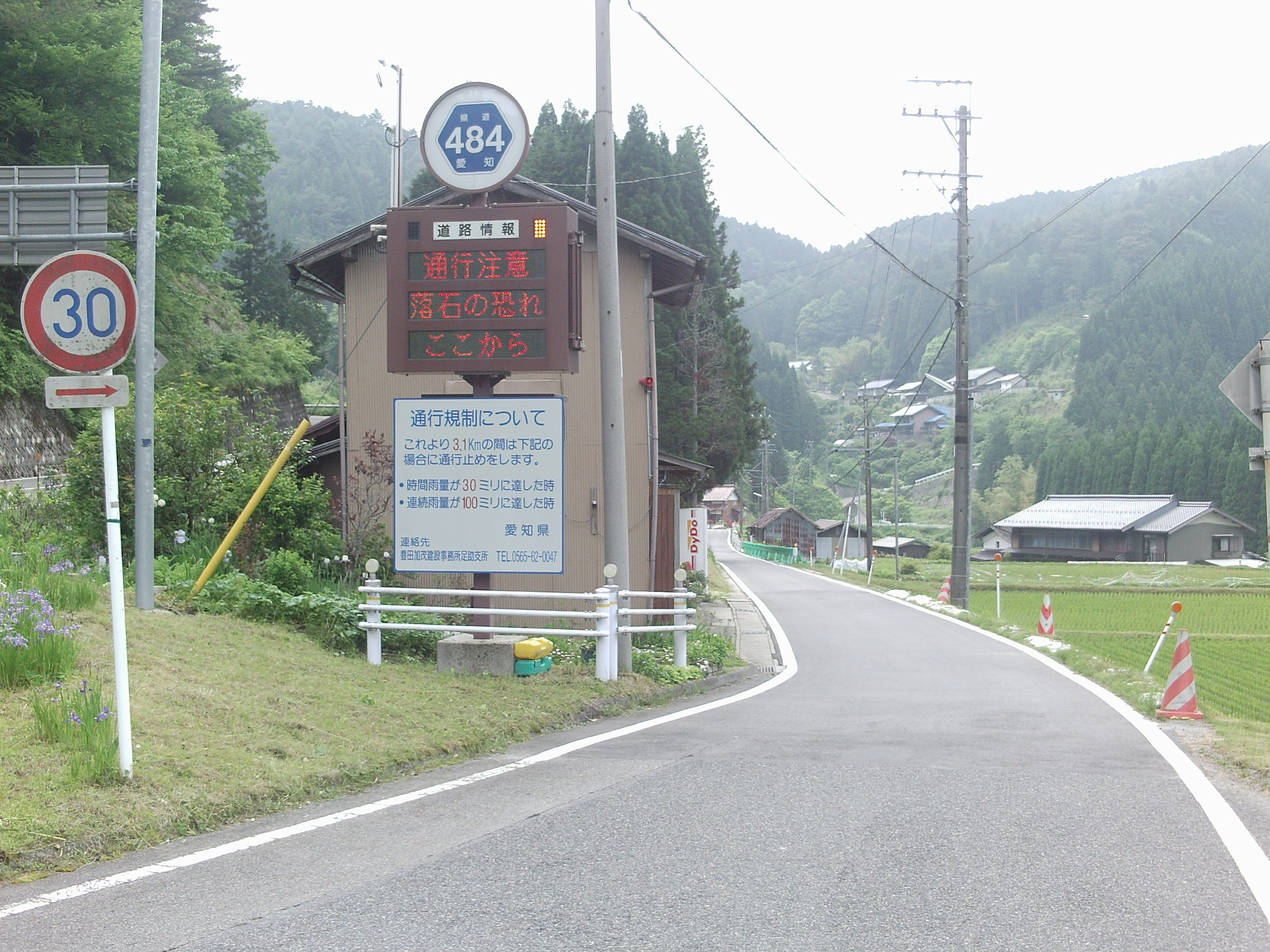
大多賀町（終点）。この先、駐車余地や路肩がほぼない区間が続く。

## 概要

### 路線データ
- 起点：愛知県豊田市牛地町
- 終点：愛知県豊田市大多賀町

## 沿革
- 1959年12月15日：一般県道牛地足助線として認定
- 2007年4月1日：一般県道牛地大多賀線に改称

## 通過する自治体
- 愛知県
  - 豊田市

## 接続する道路
- 愛知県道356号大野瀬小渡線（豊田市牛地町）
- 愛知県道490号笹戸小田木線（豊田市田津原町・坪崎町間で重複）

この間に未開通区間あり
- 国道153号（飯田街道）（豊田市連谷町で重複）
- 愛知県道33号瀬戸設楽線（豊田市大多賀町）

## 沿線周辺
- 矢作第一ダム（奥矢作湖）
- 水晶山
- 伊勢神峠
- 大多賀渓谷（段戸川）